# Ralé Rašić
Zvonimir Ralé Rašić, szerb cirill: Звонимир Рале Рашић (Dole, 1935. december 26. –  2023. június 8.) bosnyák születésű ausztrál labdarúgó, edző.

## Pályafutása
Doléban született, a Jugoszláv Királyságban. Pályafutása során többek között a Proleter Zrenjanin, az FK Vojvodina, Spartak Subotica és a Borac Banja Luka csapataiban játszott. 1962-ben emigrált Ausztráliába, de 18 hónappal később visszatért Jugoszláviába, mert behívták katonai szolgálatra a Jugoszláv Néphadseregbe. 
Ez követően visszatért Ausztráliába, ahol a jugoszláv bevándorlók által alapított Footscray JUST csapatában játszott egészen 1969-ig. Ekkor, mindössze 34 éves korában kinevezték az ausztrál válogatott szövetségi kapitányának és az 1974-es világbajnokságra sikeresen kivezette a válogatottat. Ez volt az ausztrál labdarúgó-válogatott történetének első világbajnoki szereplése. Később számos ausztrál csapatnál dolgozott edzőként.